# Buluan
Buluan ist eine philippinische Stadtgemeinde in der Provinz Maguindanao del Sur.
Die Bevölkerung ist fast ausschließlich muslimisch.
Am 30. Dezember 2006 wurden die Stadtgemeinden Mangudadatu und Pandag aus jeweils acht Baranggays gegründet, die zuvor zu Buluan gehört haben. Südlich der Gemeinde liegt der gleichnamige Buluan-See.

## Baranggays
Buluan ist politisch in sieben Baranggays unterteilt.
- Digal
- Lower Siling
- Maslabeng
- Poblacion
- Popol
- Talitay
- Upper Siling